# Millencourt
Millencourt település Franciaországban, Somme megyében. Lakosainak száma 203 fő (2022. január 1.). Millencourt Albert, Bouzincourt, Buire-sur-l’Ancre, Dernancourt, Hénencourt, Laviéville és Senlis-le-Sec községekkel határos.

## Népesség
A település népességének változása:
| Lakosok száma | 223  | 216  | 219  | 211  | 209  | 205  | 206  | 205  | 203  |
|               | 2013 | 2015 | 2016 | 2017 | 2018 | 2019 | 2020 | 2021 | 2022 |